# White as Snow
"White as Snow" is de zesde aflevering van de televisieserie Captain Scarlet and the Mysterons, een sciencefictionserie waarin gebruikgemaakt wordt van de poppenspeltechniek supermarionation. De aflevering werd voor het eerst uitgezonden op ATV Midlands in Engeland op 3 november 1967. Qua productievolgorde was het echter de achtste aflevering.

## Verhaal
Vanuit de TVR-17 satelliet maakt DJ Bob Lynn zich klaar om de satelliet terug te laten keren naar de aarde. Hij roept het controlecentrum op Aarde op voor de geplande koers. Captain Black infiltreert echter in het gebouw, bindt de beheerder vast, en zorgt dat de satelliet te vroeg aan zijn landing begint. Hierdoor raakt de satelliet oververhit, en ontploft met Lynn nog aan boord.
Terwijl Mysteronringen verschijnen boven een andere TVR-17 satelliet, luistert men in de Cloudbase naar de muziek van het radiostation. Colonel White is niet echt onder de indruk, maar staat toe dat Lieutenant Green de radio aan heeft. Opeens neemt het geluidsniveau sterk toe en ontdekt Green dat de TVR-17 satelliet de atmosfeer is binnengegaan en nu op ramkoers ligt met de basis.
Via hun radiobericht laten de Mysterons weten Colonel White te zullen vermoorden. Captain Scarlet is niet overtuigd dat de satelliet in Mysteronhanden is, maar toch geeft White Symphony Angel het bevel de satelliet te vernietigen voor hij de Cloudbase bereikt. Ze slaagt hier in.
In Cloudbase beweert Scarlet tegen Captain Blue dat de vernietiging van de satelliet te snel plaatsvond. White maakt bekend dat hij het volgende doelwit van de Mysterons is, en uit veiligheid voor iedereen de basis zal verlaten. Blue neemt zo lang zijn taken over. White vertrekt naar een geheime locatie waarvan enkel Green op de hoogte is.
White doet zich voor als diepzeevisser onder het pseudoniem Robert Snow. Hij gaat per heli-jet aan boord van de USS Panther II duikboot. Terwijl de duikboot onderduikt, wikkelt een ketting zich om de benen van matroos Soames. Daardoor kan hij de duikboot niet op tijd binnengaan en verdrinkt. De Mysterons retrometaboliseren hem, en deze mysteron-Soames wordt door de kapitein aangewezen als steward van Colonel White.
In Cloudbase is niet iedereen even blij met Blue’s leiderschap. Vooral Destiny Angel kan niet wachten tot Colonel White terug is. In de duikboot nadert de Mysteron-Soames Colonel White met een pistool. White is echter voorbereid en opent zelf het vuur met een eigen pistool. Een gasleiding wordt geraakt en Soames probeert zijn doelwit te vinden in de mist. Soames slaagt erin zijn slachtoffer te raken, maar die kan nog wel terugschieten en doodt Soames. De bemanning slaagt erin de deur die Soames had afgeschoten open te breken.
Wanneer het gas is verdwenen, is Robert Snow nergens te zien en de kapitein laat de hele boot doorzoeken. Wanneer hij gestommel hoort in een kast, vindt hij hierin de vastgebonden White.
Het blijkt dat Captain Scarlet als verstekeling aan boord was gegaan van de Panther II, White bewusteloos sloeg, zijn kleren aantrok en in zijn hut ging zitten. Hoewel Scarlet op die manier de aanslag op White kon verijdelen is de Colonel toch kwaad, vooral omdat Scarlet Lieutenant Green heeft gedwongen de locatie waar White verbleef te onthullen. Vanwege al deze overtredingen veroordeelt Colonel White Captain Scarlet tot de doodstraf, maar herinnert zich dan dat Scarlet onverwoestbaar is. In elk geval is het gevaar geweken en neemt White weer zijn oude plek als leider in.

## Rolverdeling

### Reguliere stemacteurs
- Captain Scarlet — Francis Matthews
- Captain Blue — Ed Bishop
- Colonel White — Donald Gray
- Lieutenant Green — Cy Grant
- Destiny Angel — Liz Morgan
- Symphony Angel — Janna Hill
- Rhapsody Angel — Liz Morgan
- Harmony Angel — Lian Shin
- Stem van de Mysterons — Donald Gray

### Gastrollen
- Kapitein, USS Panther II — Paul Maxwell
- Lieutenant Belmont — Charles Tingwell
- Ensign Soames — Gary Files
- DJ Bob Lynn — Gary Files
- Beheerder TVR-17 Controlecentrum — Martin King
- Piloot — Jeremy Wilkin

## Fouten
- Wanneer Soames zich voorbereidt om Colonel White neer te schieten, verandert het type pistool dat hij vasthoudt tussen twee scènes.

## Trivia
- Het muzieknummer dat aan het begin van de aflevering werd uitgezonden door TVR-17 heet net als de aflevering "White as Snow" en is gecomponeerd door Barry Gray.
- De duikboot USS Panther II was oorspronkelijk gebouwd voor de Thunderbirds-aflevering Atlantic Inferno. De duikboot werd ook gebruikt voor een aantal afleveringen van Joe 90.
- De heli-jet van Colonel White is eveneens afkomstig uit Thunderbirds.